# Szemán Béla
Szemán Béla (Pécs, 1963. december 24. –) magyar színművész, rendező. 

## Életpályája
1982-1985 között a Pécsi Nemzeti Színház, 1985-1992 között a Miskolci Nemzeti Színház tagja volt. 1992-1998 között a Szegedi Nemzeti Színház ügyvezető-marketingigazgatója, mellette 1994-1997 között a színház színészképző stúdiójának vezetője is volt. 1999-2001 között a tatabányai Jászai Mari Színház igazgatóhelyetteseként dolgozott. 2001-től szabadúszó színész.

## Filmes és televíziós szerepei
- Hunyadi (2025)
- …a szomszéd tehene (2024)
- Brigi és Brúnó (2022)
- Boszorkányház (2022)
- Doktor Balaton (2021)
- Kilakoltatás (2021)
- 200 első randi (2019)
- Drága örökösök (2019)
- Ízig-vérig (2019)
- Cseppben az élet (2019)
- Jóban Rosszban (2018-2019)
- Aranyélet (2018)
- A Tanár (2018)
- X – A rendszerből törölve (2018)
- Hacktion: Újratöltve (2013)
- Munkaügyek (2013)
- Karádysokk (2011)
- Szinglik éjszakája (2010)
- Valami Amerika 2. (2008)
- Konyec (2007)
- Szabadság, szerelem (2006)
- Kisváros (1998)